# Paul Meunier
Paul Joseph Meunier (Salles, 27 juli 1901 - Gellingen, 28 december 1952) was een Belgisch volksvertegenwoordiger en burgemeester.

## Levensloop
Meunier was doctor in de geneeskunde en vestigde zich als huisarts in Gellingen.
In 1946 werd hij verkozen tot gemeenteraadslid van Gellingen en vanaf 1 januari 1947 was hij er burgemeester.
Bij de wetgevende verkiezingen van februari 1946 werd hij verkozen tot PSC-volksvertegenwoordiger voor het arrondissement Doornik en vervulde dit mandaat tot in 1949.